# Birgit Hygrell
Birgit Elisabet Hygrell, född 7 maj 1903 i Västerås, död där 5 mars 1972, var en svensk målare.
Hon var dotter till järnhandlaren John Hygrell och Anna Hahr Hygrell. Hon studerade vid Valands målarskola i Göteborg 1922 och på Konsthögskolan i Stockholm 1922-1925 samt under studieresor till bland annat Frankrike, Italien och Schweiz. Hon genomförde ett stort antal separatutställningar och medverkade regelbundet i Västeråskonstnärernas utställningar. Bland hennes offentliga arbeten märks en väggmålning på Jakobsbergsskolan i Västerås. Hennes konst består av stilleben, figurer, porträtt, båtar, arkitektur och landskapsmotiv från Stockholm och St. Tropez. Hygrell är representerad vid Västerås konstmuseum.